# 클로람부실
클로람부실(Chlorambucil)은 류케란 등의 상품명으로 판매되는 화학요법 약물로 만성 림프구성 백혈병(CLL), 호지킨 림프종, 비호지킨 림프종 치료에 사용된다. CLL의 경우 선호되는 치료법이다. 경구 복용한다.
흔한 부작용으로는 골수 억제가 있다. 다른 심각한 부작용으로는 장기적으로 다른 암 발생 위험 증가, 불임, 알레르기 반응이 있다. 임신 중에 사용하면 아기에게 해를 끼치는 경우가 많다. 클로람부실은 알킬화제 계열의 약물이다. DNA와 RNA의 생성을 차단하여 작용한다.
클로람부실은 1957년에 미국에서 의료용으로 승인되었다. 세계보건기구 필수 의약품 목록에 등재되어 있다. 원래 질소 머스터드에서 만들어졌다.

## 의료용도
클로람부실은 대부분의 환자에게 잘 견디기 때문에 주로 만성 림프구성 백혈병에 사용되지만, 젊은 환자의 1차 치료에서는 플루다라빈으로 상당 부분 대체되었다. 일부 유형의 비호지킨 림프종, 발덴스트롬 거대글로불린혈증, 진성적혈구증가증, 영양막 종양, 난소암 치료에 사용할 수 있다. 또한 신증후군과 같은 다양한 자가면역 및 염증성 질환에 대한 면역억제제로도 사용되었다.

## 부작용
가장 흔하게 발생하는 부작용은 골수 억제이다(빈혈, 호중구 감소증, 혈소판 감소증). 약물을 중단하면 일반적으로 가역적이다. 많은 알킬화제와 마찬가지로 클로람부실은 다른 형태의 암 발병과 관련이 있다.
덜 흔하게 발생하는 부작용은 다음과 같다.
- 위장 장애(구역질, 구토, 설사 및 구강 구강 궤양).
- 중추 신경계: 발작, 떨림, 근육 떨림, 혼돈, 초조, 운동실조 및 환각.
- 피부 반응
- 간독성
- 불임
- 탈모

## 약리학

### 작용 기전
클로람부실은 세포 내 DNA 복제를 방해하고 DNA를 손상시켜 항암 효과를 나타낸다. DNA 손상은 세포 주기 정지를 유도하고 세포질 p53의 축적 및 후속적으로 세포사멸 촉진제인 Bcl-2 관련 X 단백질의 활성화를 통해 세포사멸을 유도한다.
클로람부실은 세포 주기의 모든 단계에서 DNA를 알킬화하고 가교 결합하여 이중 나선 DNA와의 공유 결합 부가물 생성의 세 가지 다른 방법을 통해 DNA 손상을 유도한다.
1. DNA 염기에 알킬기가 부착되어 DNA 합성 및 전사를 방해하며, 손상된 DNA는 복구 효소에 의해 절편화된다.
2. DNA 가교 결합 형성을 통한 DNA 손상으로 인해 합성 또는 전사를 위한 DNA 분리가 방해된다.
3. 뉴클레오타이드의 잘못된 쌍 형성을 유도하여 돌연변이가 발생한다.

클로람부실이 종양 세포를 죽이는 정확한 메커니즘은 아직 완전히 밝혀지지 않았다.

### 생체 이용률 한계
최근 연구에 따르면 클로람부실은 인간 글루타티온 전이효소 파이(GST P1-1)에 의해 해독되는 것으로 나타났으며, 이 효소는 종양 조직에서 과발현되는 경우가 많다.
이는 클로람부실이 친전자체로서 글루타티온과의 결합에 의해 반응성이 떨어져 세포에 덜 독성으로 작용하기 때문에 중요하다.
위 그림은 클로람부실이 hGSTA 1-1에 의해 촉매되어 글루타티온과 반응하여 클로람부실의 모노글루타티오닐 유도체가 형성되는 것을 보여준다.

## 화학
클로람부실은 약간의 냄새가 나는 백색에서 연한 베이지색의 결정성 또는 입자성 분말이다. 분해 온도로 가열하면 매우 유독한 염화수소와 질소 산화물 연기가 발생한다.

## 역사
질소 머스터드는 제1차 세계 대전 중 황 머스터드 가스에 노출된 군인들이 백혈구 수가 감소하는 것이 관찰된 후 황 머스터드 가스를 유도체화하여 개발되었다. 황 머스터드 가스는 인간에게 사용하기에는 너무 독성이 강했기 때문에, 길먼은 전자가 풍부한 그룹에 대해 매우 화학적으로 반응성이 높은 물질의 친전자성을 감소시킴으로써 독성이 덜한 약물을 얻을 수 있다고 가설을 세웠다. 이를 위해 그는 황을 질소로 교환하여 덜 친전자성을 갖는 유사체를 만들어 질소 머스터드를 개발했다.
인간에게 허용 가능한 치료 지수를 갖는 질소 머스터드는 1946년에 처음으로 임상에 도입되었다. 오늘날에도 임상에서 사용되는 메클로레타민 하이드로클로라이드(머스틴 하이드로클로라이드)와 같은 지방족 머스터드가 먼저 개발되었다.
1950년대에는 클로람부실과 같은 방향족 머스터드가 지방족 질소 머스터드보다 독성이 덜한 알킬화제로 도입되었으며, 이는 덜 친전자성을 나타내고 DNA와 더 느리게 반응하는 것으로 입증되었다. 또한, 이들 약물은 경구 투여가 가능하며, 이는 상당한 이점이다.
클로람부실은 에버렛 등이 처음 합성했다.